# Middleton (Nowa Szkocja)
Middleton (do 1854 Wilmot Corner) – miasto (town) w kanadyjskiej prowincji Nowa Szkocja, w hrabstwie Annapolis. Według spisu powszechnego z 2016 obszar miasta to: 5,57 km², a zamieszkiwało wówczas ten obszar 1832 osoby (gęstość zaludnienia 329,1 os./km²), natomiast cały obszar miejski (population centre) zamieszkiwało 1391 osób.
Miejscowość, która pierwotnie funkcjonowało pod mianem Wilmot Corner, na mocy decyzji mieszkańców przyjęła nazwę współcześnie używaną, odzwierciedlającą jej środkowe położenie względem obu najbliższych ośrodków hrabstw: Annapolis Royal (hrabstwo Annapolis) i Kentville (hrabstwo Kings) oraz względem okręgu (township) Wilmot, w 1909 otrzymała status miasta (town).